# Amy Forsyth
Amy Forsyth (Ontario, 6 agosto 1995) è un'attrice canadese, attiva soprattutto in campo televisivo.

## Biografia
Dopo alcuni cortometraggi tra il 2010 e il 2012, Amy Forsyth esordisce nella TV canadese in un episodio di Cracked (2013) e l'anno successivo recita in Reign (2014). Dopo queste prime apparizioni, le vengono affidati ruoli ricorrenti, a partire da quello di Andina in Defiance. Viene quindi scelta per il ruolo di Ashley Fields nelle 2 stagioni di The Path ed è protagonista nel 2017 della seconda stagione di Channel Zero nel ruolo di Margot.

## Filmografia

### Attrice

#### Cinema
- Torment, regia di Jordan Barker (2013)
- A Christmas Horror Story, regia di Steven Hoban e Brett Sullivan (2015)
- Beautiful Boy, regia di Felix Van Groeningen (2018)
- Hell Fest, regia di Gregory Plotkin (2018)
- L'evocazione - We Summon the Darkness, regia di Marc Meyers (2019)
- CODA - I segni del cuore (CODA), regia di Sian Heder (2021)
- The Novice, regia di Lauren Hadaway (2021)

#### Televisione
- Cracked – serie TV, 1 episodio (2013)
- Defiance – serie TV, 9 episodi (2014-2015)
- Reign – serie TV, 1 episodio (2014)
- Degrassi: The Next Generation – serie TV, 1 episodio (2014)
- The Music in Me - La voce dell'amore (The Music in Me), regia di John Bradshaw – film TV (2014)
- The Lizzie Borden Chronicles – serie TV, 1 episodio (2015)
- Ragione o sentimento (Lead with Your Heart), regia di Bradley Walsh – film TV (2015)
- Kingmakers, regia di James Strong – film TV (2015)
- The Path – serie TV, 12 episodi (2016-2017)
- Channel Zero – serie TV, 6 episodi (2017)
- Rise – serie TV, 10 episodi (2018)
- College – serie TV, 1 episodio (2019)
- Coyote – serie TV, 4 episodi (2021)
- The Gilded Age – serie TV (2022-in corso)

#### Cortometraggi
- Halfway Point, regia di Kate Niemuller (2010)
- A Sweet Uncertainty, regia di Kate Niemuller (2011)
- Blizzard, regia di Kate Niemuller (2012)
- Me X Infinity, regia di Kate Niemuller (2014)
- Stucco, regia di Janina Gavankar e Russo Schelling (2019)

### Doppiatrice
- Robot Chicken - serie animata, 1 episodio (2018)

## Doppiatrici italiane
Nelle versioni in italiano delle opere in cui ha recitato, Amy Forsyth è stato doppiato da:
- Emanuela Ionica in Beautiful Boy, Hell Fest, CODA - I segni del cuore
- Rossa Caputo in The Path, Rise
- Ludovica Bebi in Coyote
- Francesca Rinaldi in The Gilded Age